# H. Uden

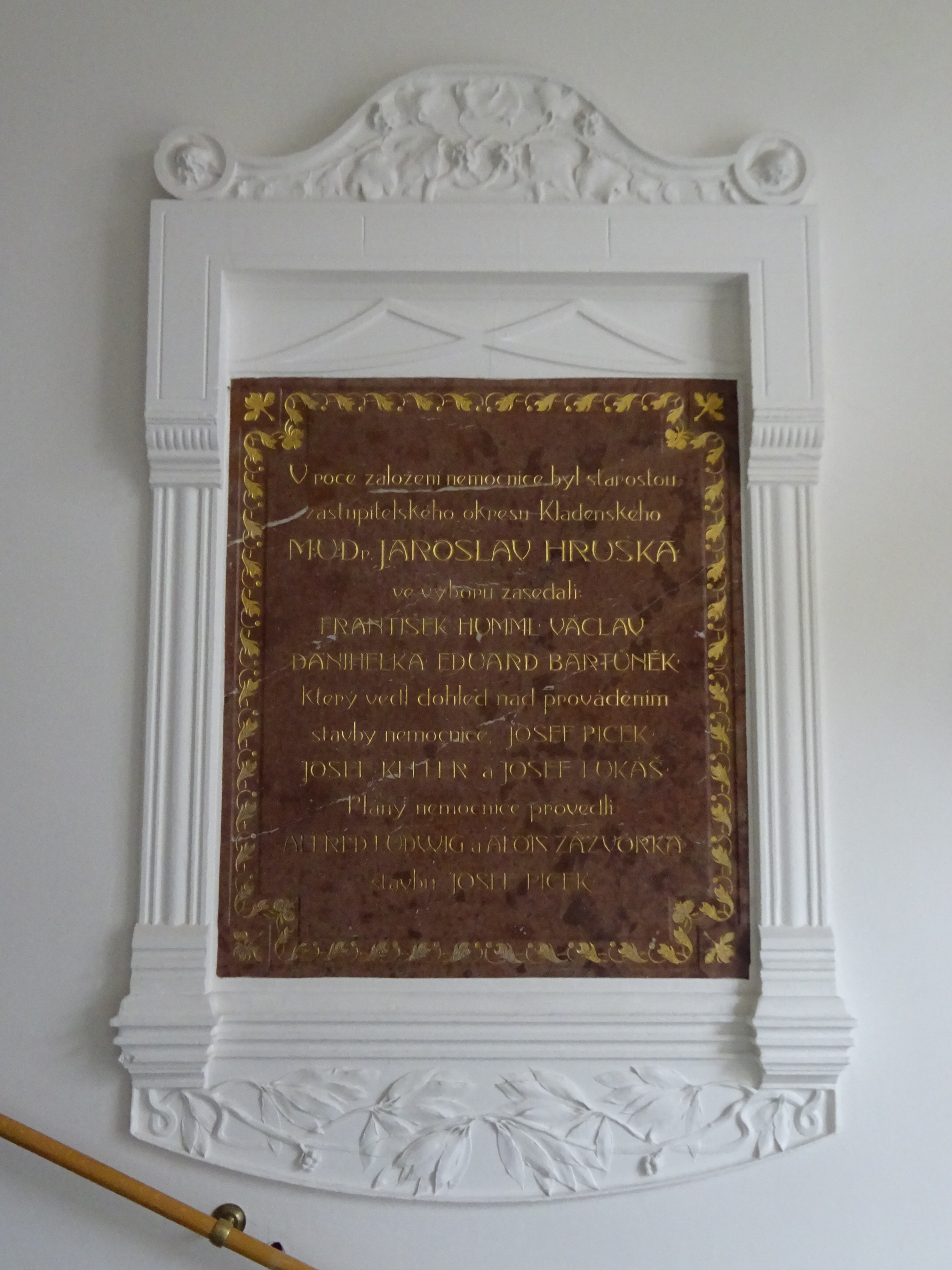
Pamětní deska v Niederleho pavilonu kladenské nemocnice

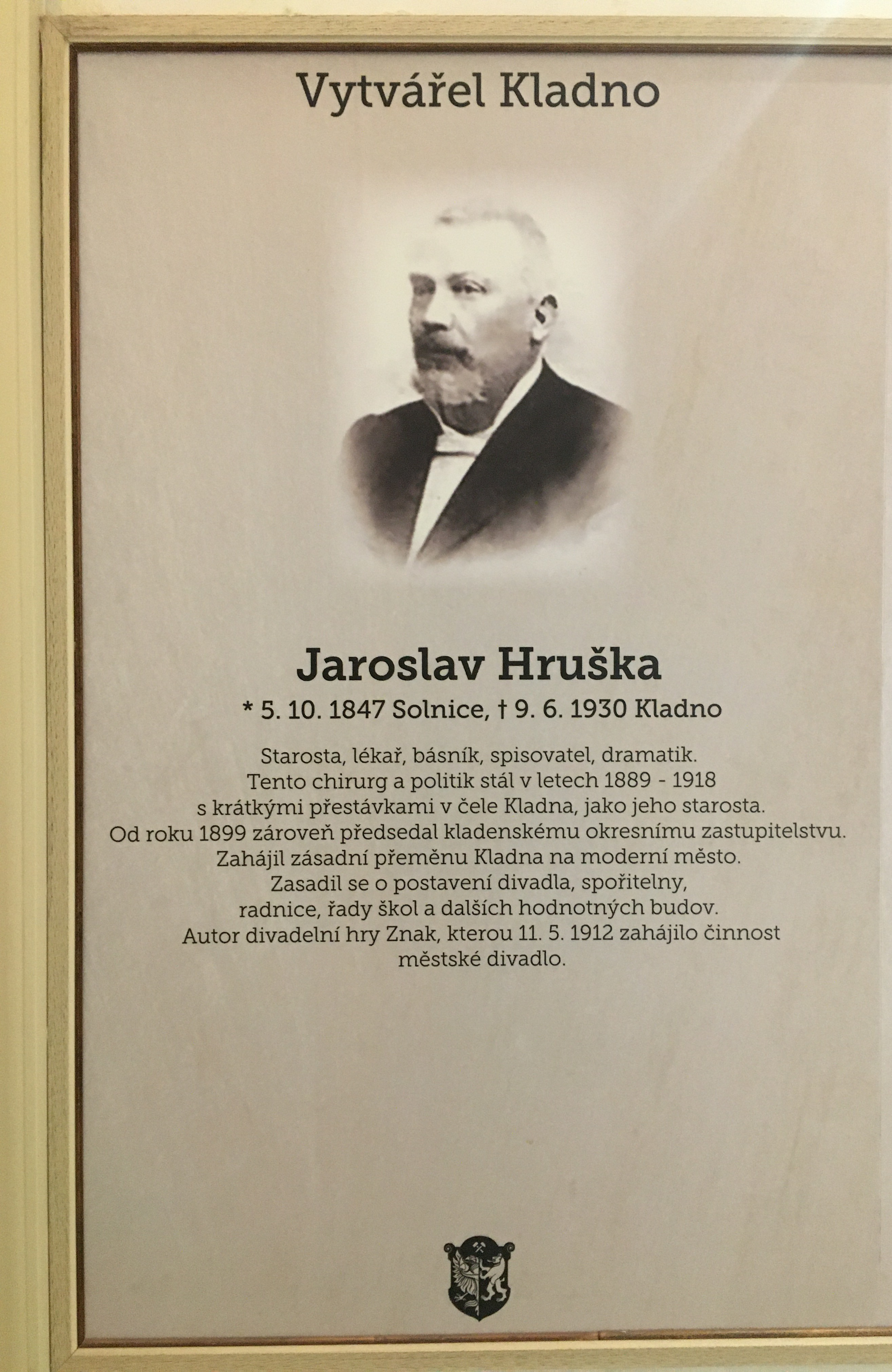
Jaroslav Hruška v galerii osobností na radnici

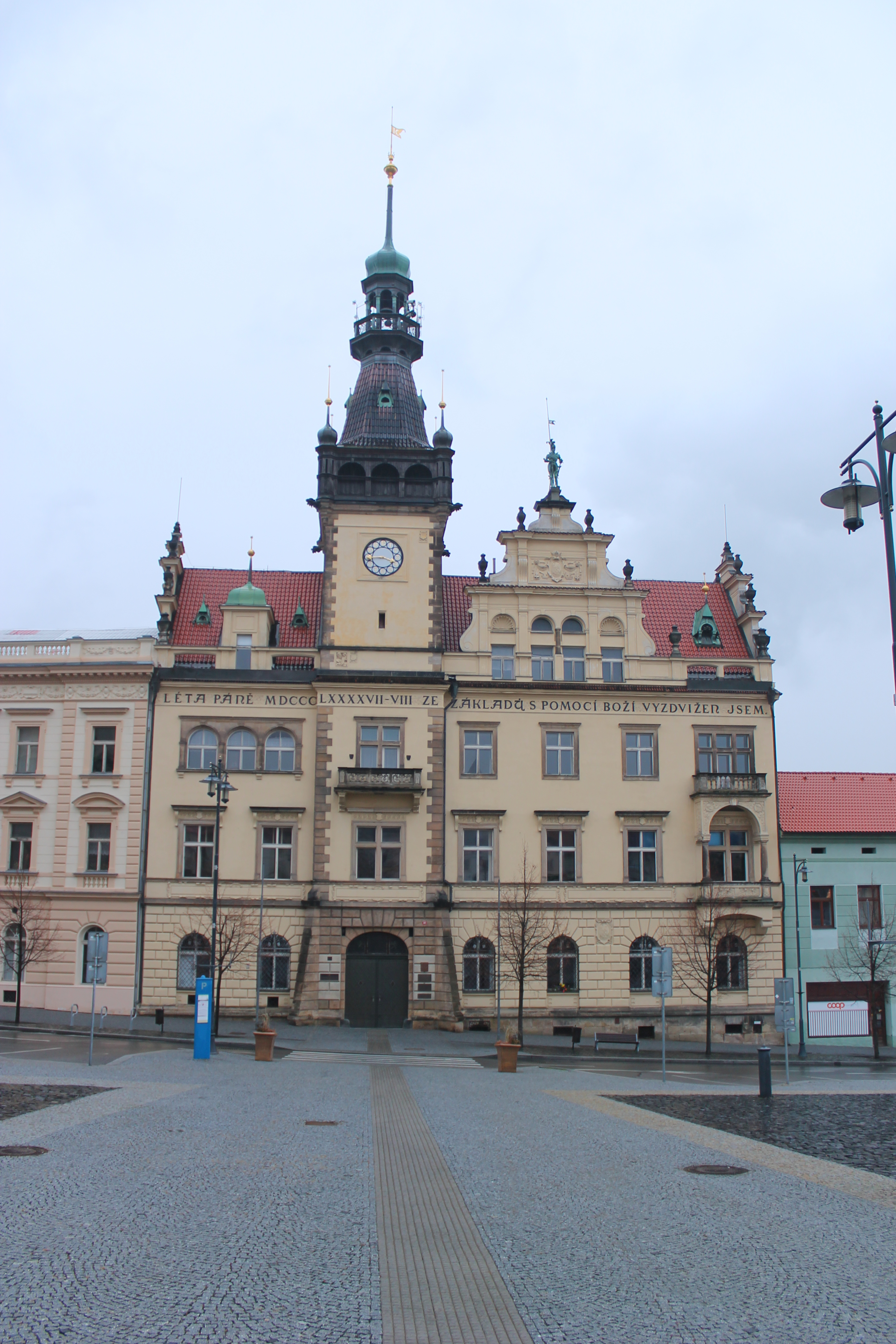
Budova nové radnice v Kladně

H. Uden, vlastním jménem Jaroslav Hruška (5. října 1847 Solnice – 9. června 1930 Kladno), byl český lékař, politik, spisovatel a dlouholetý starosta města Kladna.

## Život
Vystudoval gymnázium v Hradci Králové a lékařskou fakultu v Praze, kde promoval v roce 1872 a stal se doktorem medicíny a chirurgie. Působil jako lékař na Kladně u „Pražské železářské průmyslové společnosti“. Roku 1889 se stal starostou Kladna, poté co během událostí Krvavého Božího těla v Kladně 20. června utekli z města ředitel hutí Gottfried Bacher i starosta Josef Hrabě, v místním zastupitelstvu vystupoval za stranu Staročechů, v letech 1895–1898 se do funkce vrátil Josef Hrabě, ale Hruška byl znovu zvolen v letech 1898–1918 a tuto funkci zastával nejdéle ze všech kladenských starostů. Od roku 1899 byl starostou okresního zastupitelstva. Byl absolutně oddaný Habsburskému trůnu a panoval názor, že touží po povýšení do rytířského stavu. V roce 1918 byl nucen z funkce odstoupit z důvodu změny státního uspořádání, kdy v nové republice bylo vše rakouské špatné a tak byly na čas rychle zapomenuty i Hruškovy zásluhy o rozvoj města, tehdy odjel na čas ke své sestře, než se do Kladna opět vrátil. Obdobně špatně jako rakousko-uherským úředníkům se poté na Kladně dařilo i církvi a jejím představitelům, s nimiž se Hruška také přátelil, což mu bylo také vytýkáno. V posledních letech se mu zhoršilo zdraví, nemohl chodit a ztrácel paměť, mezi jeho přátele pařili děkan Josef Skála a doktor Bohuslav Niederle. Hruškovy zásluhy o město byly znovu vyzdviženy až při jeho úmrtí, kdy se s ním mimo jiné loučili představitelé města i kladenští lékaři.
Byl autorem básní, dramat a článků zveřejňovaných v časopisech (v listech „Hlasu Národa“). Zasloužil se o výstavbu kladenské nemocnice (dnešní Niederleho pavilon v roce 1902), zakládající akt připomíná deska z červeného mramoru se zlaceným písmem, zrestaurovaná v roce 1989. Byl jednou z osob, které se zasloužily o postavení divadla na Kladně, při jeho otevření v roce 1913 se hrála jeho hra Znak a vystupovala také Kladenská filharmonie. Zasloužil se také o stavbu nové radnice, kostela Nanebevzetí Panny Marie, spořitelny, doberského vodovodu a reálky, nebo o zřízení muzea. 30. prosince 1898 mu bylo uděleno čestné občanství města Kladna.
Jeho pseudonym H. Uden se pozpátku čte jako „neduh“. Autor si jej zvolil vzhledem ke svému povolání. Zemřel v Kladně a pohřbený byl v rodné Solnici. V Kladně (mimo té v nemocnici) nemá pamětní desku, ani po něm nebyla pojmenována ulice, najdeme jej však v galerii osobností v prvním patře radnice.

## Dílo

### Literární
- Klára: veršem ve 4 listech (1897)
- Sad zarůstající: verše (1897)
- San Remo: sonety  (1897)
- Sedmero skutků milosrdenství a Znělky purkmistrovské – cyklus sonetů
- Sestupem: sonety  (1897)
- Diář: krátké znělky (1908)
- Donín: Senza sordini (1911)
- Decursus a Epikrise (1913)
- Znak: slavnostní hra o 3 odděl. k otevření stálého divadla v Kladně (1913)
- Zdena (1915)
- K dokladům doby: Epigramy s některou výplní a koncem exegetickým (1922)
- Z druhých řad reků: V šesti zpěvích o knězi Prokopu Holém (1924)
- Smrt Boženina (1923)

### Stavby v Kladně
- 1899: vodovod
- 1902: nemocnice (tehdy jen Niederleho pavilon)
- kostel Nanebevzetí Panny Marie
- divadlo
- spořitelna
- reálka
- nová radnice